# Де Хааз, Вандер Йоханнес
Вандер Йоханнес де Ха́аз (нидерл. Wander Johannes de Haas, 2 марта 1878, Лиссе близ Лейдена, Нидерланды — 26 апреля 1960, Билтховен) — голландский физик и математик. В русских источниках может называться де Гааз или де Хаас, Известен открытием нескольких важных электромагнитных явлений:
- Эффект Эйнштейна — де Хааза.
- Эффект Шубникова — де Хааза.
- Эффект де Хааза — ван Альфена.

Возглавлял криогенную лабораторию имени Х. Камерлинг-Оннеса. Действительный член Нидерландской академии наук (1922).

## Биография

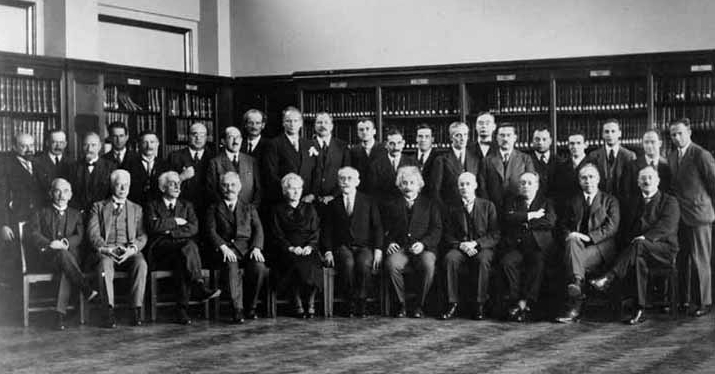
Де Хааз на Сольвеевском конгрессе 1930 года, крайний справа среди сидящих (пятый справа — Эйнштейн).

Родился в семье преподавателя. Окончил среднюю школу в Мидделбурге (1895), он сначала стал изучать право, но вскоре принял решение учиться на физика и в 1900 году поступил в Лейденский университет. В числе его учителей был знаменитый физик-экспериментатор Хейке Камерлинг-Оннес, под чьим руководством он защитил диссертацию в 1912 году.
В 1910 году де Хааз женился на старшей дочери Лоренца, у них родились два сына и две дочери.
С 1917 по 1922 год — профессор Высшей технической школы в Делфте, позднее 2 года работал в Гронингенском университете. С 1924 по 1948 год — профессор Лейденского университета и директор криогенной лаборатории имени Х. Камерлинг-Оннеса.

## Научная деятельность
Основные труды — по физике низких температур и сверхпроводимости. Де Хааз первым сумел получить рекордно низкую температуру 0,0002 К. За эти исследования в 1934 году был награждён медалью Румфорда.
В 1915 году совместно с А. Эйнштейном экспериментально обнаружил эффект Эйнштейна — де Хааза: тело при намагничивании вокруг некоторой оси приобретает по отношению к этой оси вращательный момент, пропорциональный намагниченности. В 1930 году вместе с Л. В. Шубниковым открыл эффект Шубникова — де Гааза: при низких температурах электрическое сопротивление висмута зависит от обратной величины магнитного поля. В 1931 году де Хааз и П. ван Альфен (van Alphen) открыли зависимость магнитной восприимчивости металлов от напряжённости магнитного поля (эффект де Гааза — ван Альфена).